# The Slide Area
The Slide Area è un album di Ry Cooder, pubblicato dalla Warner Bros. Records nel 1982.

## Tracce
Lato A
1. UFO Has Landed in the Ghetto – 5:00 (Jim Keltner, Ry Cooder)
2. I Need a Woman – 4:34 (Bob Dylan)
3. Gypsy Woman – 4:20 (Curtis Mayfield)
4. Blue Suede Shoes – 5:18 (Carl Perkins)

Lato B
1. Mama, Don't Treat Your Daughter Mean – 5:55 (Ry Cooder)
2. I'm Drinking Again – 4:34 (Jim Keltner, Ry Cooder)
3. Which Came First – 3:44 (Ry Cooder, Willie Dixon)
4. That's the Way Love Turned out for Me – 5:46 (Dave Hall, Quinton Claunch, Ry Cooder)

## Musicisti
- Ry Cooder - chitarra
- Ry Cooder - voce solista (brani: A1, A2, A3, A4, B1, B2, B3 & B4)
- John Hiatt - chitarra (brano: B4)
- John Hiatt - voce (brano: B2)
- Jim Dickinson - tastiere (brani: A1, A2, A3, B2 & B4)
- Jim Dickinson - pianoforte (brano: A4)
- Jim Dickinson - pianoforte elettrico (brano: B1)
- Jim Dickinson - organo (brano: B3)
- William D. Smith - tastiere (brani: A1, A2, A3, B2 & B4)
- Tim Drummond - basso (brani: A1, A2, A4, B1 & B3)
- Chuck Rainey - basso (brano: A3)
- Reggie McBride - basso (brani: B2 & B4)
- Jim Keltner - batteria
- Jim Keltner - voce (brano: B2)
- Ras "Baboo" Pierre - percussioni (brano: A3)
- Kazu Matsui - shakuhachi (brano: B3)
- Bobby King - accompagnamento vocale, coro (brani: A1, A2, A3, A4, B1, B3 & B4)
- Herman Johnson - accompagnamento vocale, coro (brani: A1, A2, A3, A4, B1, B3 & B4)
- John Hiatt - accompagnamento vocale, coro (brani: A1, A2, A3, A4, B1, B3 & B4)
- Willie Greene - accompagnamento vocale, coro (brani: A1, A2, A3, A4, B1, B3 & B4)
- George McFadden - accompagnamento vocale, coro (brani: A4 & B1)
- Nick De Caro - conduttore e arrangiamenti musicali, sezione strumenti ad arco (brano: B4)